# RAF Mount Pleasant
La base aerea di Mount Pleasant, RAF Mount Pleasant, cui corrisponde la parte civile nota come aeroporto di Mount Pleasant (IATA: MPN, ICAO: EGYP), è un aeroporto militare della Royal Air Force britannica situato nelle Isole Falkland e abilitato per il trasporto civile passeggeri e merci.
Popolato da un numero variabile dai 1.000 ai 2.000 soldati, è situato a 48 km a sud-ovest di Port Stanley, capitale delle Falkland. La base venne inaugurata da Andrea, duca di York, il 12 maggio 1985, diventando pienamente operativa l'anno successivo, rafforzando così la difesa delle Falkland dopo la guerra del 1982 contro l'Argentina. Sostituì la vecchia base della RAF localizzata nell'aeroporto di Port Stanley, composto da una sola pista corta e non in grado di operare aerei di linea e militari a reazione plurimotori; la vecchia pista di Stanley rimane operativa per aerei leggeri e per velivoli da trasporto STOL.

## Strutture e traffico
La base aerea di Mount Pleasant dispone di un'ampia gamma di strutture sportive e sociali: palestra, piscina, area per lo squash, simulatore di golf, pista per il karting, zona Laser Quest e paintball, possibilità di praticare mountain bike, surf e pesca, e ancora una libreria, un cinema, pista da bowling, parete da scalare e campi sportivi. Sono altresì presenti vari negozi, una chiesa gestita da un cappellano della RAF, un centro medico e un centro d'istruzione per ragazzi fino a 16 anni. La radio delle forze armate britanniche, la BFBS Radio, dispone di una stazione nell'aeroporto.
Al 2012 Mount Pleasant è la sede del No. 1435 Flight (1435º sezione, unità inferiore ad uno squadron, squadriglia) dotato di quattro Eurofighter Typhoon, del No. 1312 Flight fornito di un'aerocisterna Vickers VC10 e di un C-130 Hercules, così come del No. 78 Squadron (78ª squadriglia) con i suoi elicotteri Sea King e Chinook. Le unità di terra includono le No. 7, 303, e 751 Signal Unit e un distaccamento di Rapier proveniente dal RAF Regiment.
Il supporto è garantito da un distaccamento del 33 Engineer Regiment (33º reggimento genieri, basato a Port Stanley), parte del Joint Service Falkland Islands Detachment costituito da artificieri della RAF e del Royal Logistic Corps. L'attività principale del reggimento è il disinnesco di residuati bellici della guerra delle Falkland, istruendo anche i militari e i civili sulle zone dove è vietato l'ingresso.
RAF Mount Pleasant è l'unico aeroporto internazionale delle Falkland. Contraddistinto dal codice aeroportuale IATA "MPN", vi transitano, oltre che militari, aerei civili due volte a settimana. Dall'autunno 2008, e fino alla bancarotta dichiarata nel 2009, i voli civili sono stati gestiti per conto della RAF dalla compagnia aerea britannica Flyglobespan, in seguito sostituita dalla francese Air Tahiti Nui, dalla britannica Titan Airways e dalla seychellese Air Seychelles che volano da e per la RAF Brize Norton nell'Oxfordshire con uno scalo per il rifornimento alla RAF Ascension Island nell'Atlantico centro-meridionale. Ogni sabato inoltre la cilena LAN Airlines opera un volo per l'aeroporto internazionale Presidente Carlos Ibáñez del Campo di Punta Arenas (Cile), mentre una volta al mese offre un viaggio verso Río Gallegos (Argentina).
Il 2 marzo 2012, il presidente argentino Cristina Fernández de Kirchner propose voli Aerolíneas Argentinas verso Buenos Aires per rimpiazzare i voli LAN Airlines verso il Cile. Mentre l'idea di voli verso l'Argentina venne vista con favore dagli isolani (confidenzialmente detti "kelpers"), non venne gradita quella del monopolio da parte della stessa Argentina sui voli commerciali.
Il 2 aprile 2012, una compagnia aerea uruguaiana, Air Class Líneas Aéreas, ottenne il permesso dal ministero della difesa uruguaiano di iniziare un volo commerciale verso le Falkland.
Dal 20 novembre 2019 la compagnia brasiliana LATAM ha iniziato un servizio regolare da e per San Paolo.